# Simas Jasaitis
Simas Jasaitis (26 de març 1982, Vílnius, Lituània) és un jugador professional de basquetbol lituà. Juga en la posició d'aler.
Va començar a jugar a Lituània el 2000, al KK Sakalai Vilnius, d'on va passar al Lietuvos Rytas, a la mateixa ciutat, amb el qual va guanyar la Copa ULEB. Després va passar per diversos equips a l'estranger: el 2006 va fitxar pel Maccabi, a Israel. La temporada 2007-08 va passar al Tau Vitoria, on va esdevenir campió de Lliga i de la Supercopa, i la següent va defensar els colors del Club Joventut Badalona.
El 2007 i 2010 va ser membre de la selecció lituana, per als campionat d'Europa, a Espanya, i del Món, a Turquia, respectivament, obtenint en ambdues ocasions la medalla de bronze.
Durant una temporada va estar competint a Itàlia, a l'Orlandina Basket i el Pesaro. Després va tornar al seu país, de 2017 a 2019 va jugar al KK Lietkabelis, amb bon rendiment, del qual va ser nomenat capità el 2018. El 2019 va tornar a Espanya per jugar al Palencia Baloncesto.

## Palmarès
- Lliga lituana de bàsquet - 2002, 2006
- Lliga bàltica de bàsquet - 2006
- Copa ULEB - 2005
- EuroBasket 2007 - Medalla de Bronze
- Lliga ACB - 2008